# 潜入者
『潜入者』（せんにゅうしゃ、The Infiltrator）は、2016年のアメリカ合衆国の犯罪映画。監督はブラッド・ファーマン、主演はブライアン・クランストンが務めた。本作はアメリカ税関の潜入捜査官ロバート・メイザーの回顧録『The Infiltrator』を原作としている。

## あらすじ
1980年代、南米コロンビアの麻薬王パブロ・エスコバル率いる世界最大の麻薬カルテル、メデジン・カルテルによりアメリカに密輸されるトン単位の麻薬が大きな問題となり、レーガン大統領は掃討のため「ドラッグ戦争」に乗り出していた。1985年、関税局職員ロバート・メイザーは、メデジン・カルテルの麻薬ルートであるフロリダ州南部の港町タンパで潜入捜査による麻薬取締にあたっていた。同僚のアブレヴの情報から、麻薬ルートではなく資金ルートから組織をたどるアイデアを思いつき、ボブ・ムセラという変名で富豪を装い、資金洗浄を持ちかけて金融ブローカーからメデジン・カルテルの幹部ロベルト・アルカイノまでたどり着く。その過程でマヌエル・ノリエガ率いるパナマや国際商業信用銀行(BCCI)がカルテルの資金洗浄に大きくかかわっていることも突き止める。一方、メイザーが金融ブローカーの手配した娼婦を抱くことを断る口実として、「婚約者がいる」と口走ったことから婚約者役として同僚のキャシーが捜査に加わる。正体が知られれば自分ばかりか家族も無残に殺されるリスクに神経をすり減らしながらも、ロベルトとの家族ぐるみの付き合いの中で「身内」に対する彼の温かい接し方に、とまどいと奇妙な罪悪感を覚え始めるメイザーたちだったが、その感情を押し殺し、メイザーとキャシーの「結婚式」にメデジン・カルテルの関係者とBCCIの幹部を招き、一網打尽にする計画を立てる。

## キャスト
※括弧内は日本語吹替
- ロバート・メイザー - ブライアン・クランストン（牛山茂）
- エミール・アブレヴ - ジョン・レグイザモ（稲垣拓哉）
- ロベルト・アルカイノ - ベンジャミン・ブラット（増元拓也）
- キャシー・アーツ - ダイアン・クルーガー（有賀由樹子）
- ハビエル・オスピーナ - ユル・ヴァスケス
- ゴンザロ・モラ・Jr - ルーベン・オカンディアノ
- イヴリン・メイザー - ジュリエット・オーブリー
- ボニー・ティシュラー - エイミー・ライアン（塙英子）
- ヴィッキーおばさん - オリンピア・デュカキス
- ドミニク - ジョー・ギルガン（藤井隼）
- アムジャド・アワン - サイード・タグマウイ
- スティーヴ・クック - トム・ヴォーン＝ローラー（英語版）
- グロリア・アルカイノ - エレナ・アナヤ
- ルディ・アルムブレヒト - カルステン・ヘイズ
- 情報提供者 - ジュアン・セリー
- マーク・ジャッコウスキ - ジェイソン・アイザックス（さかき孝輔）
- ジョー - アンディ・ベックウィズ（英語版）
- バリー・シール - マイケル・パレ
- エリック・ウェルマン - マーク・ホールデン（藤井隼）

## 製作
2014年10月8日、ロバート・メイザーの回顧録がブラッド・ファーマンの手で映画化され、主演にはブライアン・クランストンが起用されるとの報道があった。2015年2月13日、ダイアン・クルーガーが本作に出演すると報じられた。3月6日にはベンジャミン・ブラットの起用が決まった。10日はジョン・レグイザモ、エイミー・ライアン、オリンピア・デュカキスらの起用が発表された。5月21日には、ブロード・グリーン・ピクチャーズが本作の北米配給権を購入したと報じられた。

### 撮影
当初、本作の撮影は2015年3月にフロリダ州のタンパで始められる予定だったが、急遽、ロンドンとパリで撮影されることになった。撮影が始まったのは2015年2月23日のことであった。4月の下旬には、フロリダに移って撮影が続行された。

## 興行収入
2016年7月13日、本作は全米1601館で公開され、公開初週末に530万ドルを稼ぎ出し、週末興行収入ランキング初登場8位となった。

## 評価
本作は批評家から肯定的に評価されている。映画批評集積サイトのRotten Tomatoesには162件のレビューがあり、批評家支持率は69%、平均点は10点満点で6.4点となっている。サイト側による批評家の見解の要約は「ストーリーの筋がぶつ切りになっていたり、ところどころ粗雑な部分もあったりするが、『潜入者』はその欠点を緊迫感のあるファクトベースの物語と才能溢れる俳優陣で補っている」となっている。また、Metacriticには38件のレビューがあり、加重平均値は66/100となっている。なお、本作のCinemaScoreはA-となっている。